# Radijevići
Radijevići (izvirno srbsko Радијевићи) je naselje v Srbiji, ki upravno spada pod Občino Nova Varoš; slednja pa je del Zlatiborskega upravnega okraja.

## Demografija
V naselju živi 156 polnoletnih prebivalcev, pri čemer je njihova povprečna starost 53,4 let (50,7 pri moških in 56,0 pri ženskah). Naselje ima 66 gospodinjstev, pri čemer je povprečno število članov na gospodinjstvo 2,56.
To naselje je, glede na rezultate popisa iz leta 2002, večinoma srbsko, a v času zadnjih treh popisov je opazno zmanjšanje števila prebivalcev.
|  |

| Demografija | Demografija     | Demografija     |
| Leto        | Št. prebivalcev | Št. prebivalcev |
| ----------- | --------------- | --------------- |
|             |                 |                 |
|             |                 |                 |
|             |                 |                 |
|             |                 |                 |
| 1948        | 370             |                 |
| 1953        | 400             |                 |
| 1961        | 383             |                 |
| 1971        | 386             |                 |
| 1981        | 283             |                 |
| 1991        | 208             | 207             |
| 2002        | 175             | 169             |
|             |                 |                 |

| Etnična sestava po popisu iz leta 2002 | Etnična sestava po popisu iz leta 2002 | Etnična sestava po popisu iz leta 2002 | Etnična sestava po popisu iz leta 2002 | Etnična sestava po popisu iz leta 2002 |
| -------------------------------------- | -------------------------------------- | -------------------------------------- | -------------------------------------- | -------------------------------------- |
| Srbi                                   | Srbi                                   |                                        | 168                                    | 99,40%                                 |
| Črnogorci                              | Črnogorci                              |                                        | 1                                      | 0,59%                                  |
| Neznano                                | Neznano                                |                                        | 0                                      | 0,0%                                   |